# Roberto Leopardi
Roberto Rafael Leopardi (Montevideo, 1933. július 19. –), uruguayi válogatott labdarúgó.
Az uruguayi válogatott tagjaként részt vett az 1954-es világbajnokságon, illetve az 1955-ös Dél-amerikai bajnokságon és az 1956-os Dél-amerikai bajnokságon.

## Sikerei, díjai
Nacional
- Uruguayi bajnok (4): 1952, 1955, 1956, 1957

Uruguay
- Dél-amerikai bajnok (1): 1956

## Külső hivatkozások
- Roberto Leopardi – a FIFA adatbázisában
- Roberto Leopardi a National-football-teams.com oldalon
- Uruguayi labdarúgók Olaszországban Rsssf.com